# NSB 92 sorozat
Az NSB 92 sorozat egy norvég dízelmotorvonat-sorozat. Összesen 15 egység készült belőle az NSB számára.
A kétkocsis szerelvényeket 1984-ben és 1985-ben szállította le a Duewag, és a Røros vonalon, a Nordland vonal déli részén állították forgalomba - amelyből később a Trøndelag Commuter Rail lett. Később a Meråker vonalon is forgalomba álltak a nemzetközi Mittnabotåget szolgáltatás részeként. Korábban a vonatokat a Solør-vonalon, északabbra a Nordland-vonalon és az immár villamosított Arendal-vonalon is használták. 2000-ben az egyik egység részt vett az Åsta balesetben, amelyben 19 ember vesztette életét. A vonatokat 2005-ben és 2006-ban felújították, és az NSB tervei szerint 2019 körül lecserélik őket. A motorvonat 168 ülőhelyes, 49,45 méter hosszú és 92 tonna súlyú iker egységenként. Az első kocsit két villanymotor hajtja, ami 714 kilowatt (957 LE) teljesítményt és 140 kilométer/órás maximális sebességet biztosít.